# Regolith

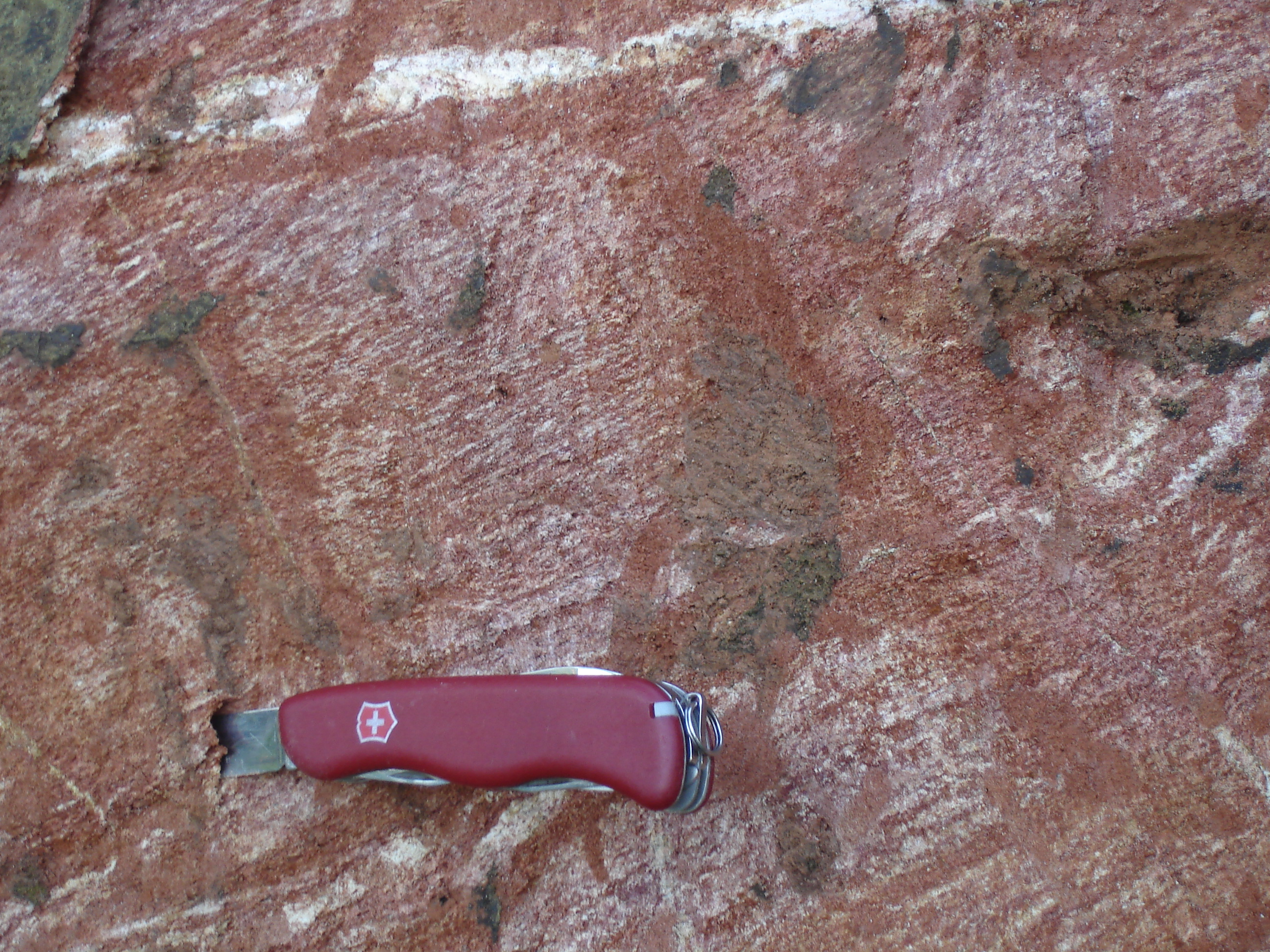
Saprolithischer, aus einem Granulit hervorgegangener Regolith. Der tonige „Protoboden“ zeigt u. a. noch die Foliation (erkennbar als weißliche Striemung) des metamorphen Ausgangsgesteins, Leblon-Park, Rio de Janeiro.

Regolith (von altgriechisch ῥῆγος rhēgos „[bunte] Decke“ sowie λίθος líthos „Stein“) ist eine Decke aus Lockermaterial, die sich auf Gesteinsplaneten im Sonnensystem durch verschiedene Prozesse über einem darunter liegenden Ausgangsmaterial gebildet hat.

## In der Geomorphologie
In der Geomorphologie bezeichnet Regolith irdisches Material, das infolge physikalischer und chemischer Verwitterung ausschließlich an Ort und Stelle (in situ) aus anstehendem Ausgangsgestein hervorgegangen ist. Eine Umlagerung fand nicht oder nur über kürzeste Distanzen beispielsweise durch geringfügiges Hangkriechen statt. Regolith unterscheidet sich hierin von Sediment, d. h. von Absatzmaterial, das zuvor durch strömende Flüssigkeiten oder Gase oder durch Schwerkraft über eine gewisse Distanz transportiert wurde.
Die Auffassungen darüber, was als Regolith zu bezeichnen ist, weichen zu einem gewissen Grad voneinander ab. Manche Geowissenschaftler beziehen den Saprolith mit ein, der noch die Struktur des Ausgangsgesteins zeigt, andere tun es nicht.

## In der Planetologie

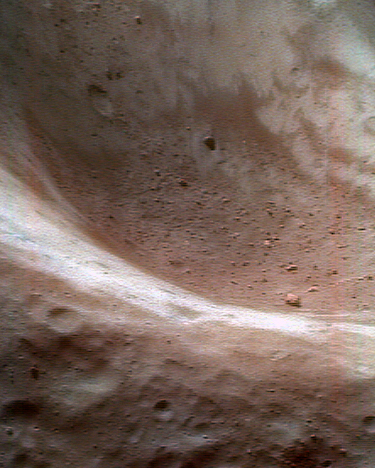
Regolith an der Oberfläche von (433) Eros, einem mit einem mittleren Durchmesser von rund 17 km eher kleinen Asteroiden (Falschfarbenbild).

In der Planetologie bzw. Astrogeologie ist Regolith nicht-irdisches Lockermaterial an der Oberfläche von Gesteinsplaneten i. w. S. (siehe z. B. Mondregolith). Bei Objekten im inneren Sonnensystem besteht der Regolith faktisch nur aus silikatischem Material, bei Objekten im äußeren Sonnensystem auch aus Eis.
Im Gegensatz zum Regolith im Sinne der Geomorphologie ist dieser Regolith, mit Ausnahme thermischer Prozesse, nicht durch Vorgänge entstanden, die unter dem Oberbegriff Verwitterung im eigentlichen – d. h. irdischen – Sinn zusammengefasst werden. Die Bedingungen an den Oberflächen nahezu aller Himmelskörper im Sonnensystem unterscheiden sich nämlich grundlegend von irdischen Bedingungen durch die Abwesenheit flüssigen Wassers und das Fehlen einer (dichten) Atmosphäre.
Das Regolith genannte extraterrestrische Lockermaterial entstand daher zu einem Großteil durch mechanische Zerstörung im Zuge der Einschläge von Meteoriten und Mikrometeoriten und durch die Einwirkung hochenergetischer Strahlung (solare und galaktische kosmische Strahlung). Dies wird auch als Weltraumverwitterung bezeichnet.
Bei kleineren Asteroiden wird hingegen angenommen, dass ihr „Regolith“ vor allem durch Akkretion entstanden ist, d. h. durch das „Aufsammeln“ von Materie infolge von Kollisionen geringer Geschwindigkeit. Ein solcher Körper wird auch als akkretionärer Megaregolith (engl. accretionary megaregolith) bezeichnet. Vermutlich repräsentiert er ein frühes Stadium in der Planetenentwicklung, das auch die großen Gesteinsplaneten des Sonnensystems, einschließlich der Erde, einst durchlaufen haben. Akkretionärer Regolith hat weder mit dem irdischen Regolith noch mit dem des Mondes oder des Mars genetisch etwas gemeinsam. Es handelt sich nicht um sekundär erzeugtes Material, wie auf Erde und Mond, sondern um primäres, das aufgrund der geringen Schwerkraft des Körpers nie einer Kompaktion, Aufschmelzung und Differenziation unterworfen war. Trotzdem wird auch akkretionärer Regolith durch Kollisionen und Strahlung weiter modifiziert.